# Hertfordshire Way
Hertfordshire Way – ogólny szlak turystyczny w Hertfordshire, Anglia. Długość całkowita wynosi 312 km (194 mil), a szlak jest w pełni oznakowany w kierunku odwrotnym do wskazówek zegara. Jedna z sekcji ma dwa dodatkowe odcinki pozwalające skrócić trasę do 271 kilometrów (169 mil).
Trasa formalnie jest podzielona na 16 części, z których większość jest dostępna za pomocą transportu publicznego.

## Połączenia z innymi szlakami
Następujące trasy turystyczne krzyżują się lub częściowo pokrywają z Hertfordshire Way:
- Ridgeway National Trail
- Icknield Way
- Lea Valley Walk
- Chiltern Way
- Grand Union Canal Walk
- Hertfordshire Chain Walk
- Harcamlow Way.